# TRIP11
La proteína de interacción con el receptor tiroideo 11 (TRIP11) es una proteína que es codificada, en humanos, por el gen trip11.
La proteínas TRIP11 fue la primera identificada por su capacidad de interaccionar funcionalmente con el receptor de hormona tiroidea beta (THRB, MIM190160). También se ha encontrado asociada con el aparato de Golgi y con los microtúbulos.

## Interacciones
La proteína TRIP11 ha demostrado ser capaz de interaccionar con:
- Proteína del retinoblastoma[4]
- Receptor de hormona tiroidea alfa[4]